# لو په
لو پَه (به انگلیسی: The Pas) یک شهرک در کانادا است که در منیوبا واقع شده‌است. لو په ۱۴٫۱۵ کیلومتر مربع مساحت و ۵٬۵۱۳ نفر جمعیت دارد و ۲۷۰٫۹۷ متر بالاتر از سطح دریا واقع شده‌است.